# آدیابن
آدیابن(یونانی باستان: Ἀδιαβηνή؛ سریانی:ܚܕܝܐܒ، تلفظ حذیعب؛ ارمنی:نُدشیراکان، پهلوی:Naxwardašīragān نخوردشیرگان/نواردشیرگان) نام دولتی باستانی بوده در منطقهٔ آشور به پایتختی آربلا (اربیل کنونی).
فرمانروایان آدیابن در آغاز پیرو آیین آشور بودند، سپس در سدهٔ یکم میلادی به یهودیت گرویدند.

## حدود جغرافیایی
آدیابن تاریخی در مرزهای کنونی ایران، عراق و ترکیه جای می‌گرفت. از شرق تا دریاچه ارومیه کشیده می‌شد و زاب کوچک، زاب بزرگ و دجله از سه سو در برش می‌گرفتند.

## تاریخچه
آدیابن نخست بخشی از آشور بود. سپس خراج‌گزار هخامنشیان گردید. اردشیر سوم پیش از رسیدن به شاهی لقب پادشاه هدیب را داشت و از آنجا که هدیب نام سریانی آدیابن بوده می‌توان نتیجه‌گرفت که او پیشتر فرمانروایی این منطقه را برعهده داشته است. سپس با چیرگی اسکندر مقدونی مردمان آدیابن تابعیت وی را پذیرفتند و پس از او سرسپردگی سلوکیان را نیز پذیراشدند.
با برآمدن اشکانیان، آدیابن ضمن پذیرش برتری اشکانیان به گونه‌ای خودمختاری نیز دست‌یافت و پس از آن پادشاهانی از اين سلسله بر این سرزمین فرمان‌راندند. ایزاتس  پسر مونوباز یکم با پادشاهی کوچک همسایه‌اش- پادشاهی میشان- هم‌پیمان‌شد.ايزاتس همچنین به آیین یهود گروید.واپسین پادشاه مستقل آدیابن مهرسپ بود. در ۱۱۵ میلادی تراژان به آدیابن تاخت و این سرزمین را به خاک روم ضمیمه‌ساخت. در ۲۱۶ میلادی هم کاراکالا بدین سامان تاخت و در جستجوی پیکر شاهان اشکانی گورستان‌های آدیابن را ویران‌ساخت.
زمین‌داران آدیابن به اشکانیان وفادار بودند؛ این وفاداری سبب مقاومت آنان در برابر چیرگی ساسانیان در ۲۲۴ میلادی گردید؛ ولی سرانجام آدیابن به صورت یکی از استان‌های ساسانی درآمد و به افتخار اردشیر بابکان نخوردشیرگان خوانده‌شد. در هنگامهٔ جنگ‌های ایران و روم در زمان ساسانیان چند لژیون رومی کوشید بر این منطقه دست یازد، ولی رومیان نتوانستند راه به جایی برند و آدیابن تا زمان حمله اعراب به ایران بخشی از این کشور برجای‌ماند.